# Filip Rózga
Filip Rózga (ur. 7 sierpnia 2006 w Skawinie) – polski piłkarz, występujący na pozycji ofensywnego pomocnika w austriackim klubie SK Sturm Graz. Młodzieżowy reprezentant Polski.

## Życiorys
Filip Rózga urodził się 7 sierpnia 2006 roku w Skawinie. Pierwszy klub sportowy, w którym grał to Progres Kraków. W 2018 roku związał się z zespołem juniorskim Cracovii. W 2023 podpisał profesjonalny kontrakt z zespołem.
19 sierpnia 2024 został powołany do Reprezentacji Polski U-19 na turniej towarzyski w Słowenii.
25 sierpnia 2024 w meczu z Górnikiem Zabrze zdobył swojego 1. gola w I drużynie Cracovii, co doprowadziło do wygranej krakowskiej drużyny 3:2. 
17 czerwca 2025 został piłkarzem austriackiego klubu Sturm Graz. 

## Kontrowersje
Filip Rózga w listopadzie 2023 roku znalazł się w centrum skandalu związanego z nadużywaniem alkoholu podczas zgrupowania kadry U-17 w Indonezji, co zakończyło się wydaleniem z zespołu.